# Constitution de la fédération de Bosnie-et-Herzégovine
Lire en ligne

Consulter

La constitution de la fédération de Bosnie-et-Herzégovine est la norme interne suprême au sein de la fédération de Bosnie-et-Herzégovine.

## Histoire
La constitution fut adoptée lors d'une session spéciale de l'Assemblée constituante de la fédération de Bosnie-Herzégovine, le 30 mars 1994, peu après la signature du traité de Washington.

## Amendements
De 1994 à 2013, la constitution a été amendée 103 fois afin, notamment, d'aligner certaines dispositions à celle de la constitution de la Bosnie-Herzégovine.

## Sources

## Compléments